# Tchikpé
Tchikpé ist ein Arrondissement und eine Ortschaft im Departement Couffo im westafrikanischen Staat Benin. Es ist eine Verwaltungseinheit, die der Gerichtsbarkeit der Kommune Klouékanmè untersteht.

## Demografie und Verwaltung
Gemäß der Volkszählung 2013 des beninischen Statistikamtes INSAE hatte das Arrondissement 13.076 Einwohner, davon waren 6061 männlich und 7015 weiblich.
Von den 76 Dörfern und Quartieren der Kommune Klouékanmè entfallen acht auf Tchikpé:
1. Agbago
2. Akouègbadja
3. Gnantchimè
4. Kpakpassa
5. Sokpamè
6. Tangbanvimè
7. Tchikpé
8. Zouzoukanmè